# Bressay
Pour les articles ayant des titres homophones, voir Bressey, Bresset, Brécey et Brécé.
Bressay est une île du Royaume-Uni située en Écosse, dans l'archipel des Shetland, en face de Lerwick, la capitale du comté et du council area des Shetland. Malgré sa proximité avec une petite ville de près de 7 000 habitants, elle reste encore rurale et peu peuplée avec moins de 400 habitants,.

## Géographie

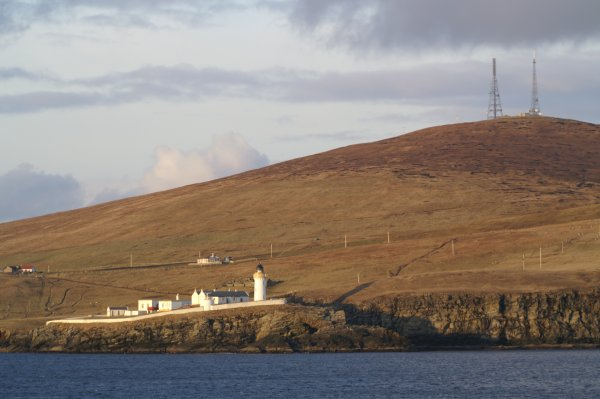
Le Ward of Bressay surmonté de la tour relais de télévision et TFS et le phare de Bressay à ses pieds.

### Situation
Bressay est une île écossaise faisant partie de l'archipel des Shetland et baignée par la mer du Nord. Plus précisément, elle est située au sud-est de l'archipel et est entourée par les petites îles de Holm of Beosetter, Holm of Gunnista, Inner Score et Outer Score au nord, Noss à l'est et Mainland à l'ouest de laquelle elle est séparée par le détroit de Bressay et où s'abrite le port de Lerwick, capitale des Shetland.

### Topographie
Bressay est de forme allongée de onze kilomètres de longueur et de cinq kilomètres de largeur orientée nord-sud,. Ses côtes sont principalement rocheuses, souvent basses mais pouvant former des falaises, des arches naturelles et des stacks surtout dans le Sud de l'île,. Elles sont peu découpées hormis dans le Nord de l'île où quelques lochs marins, Voe of Cillingsburgh et Aith Voe pour les plus grands, découpent des péninsules comme celle d'Aith Ness. Les roches de Bressay sont composées de grès rouge qui servaient autrefois à la construction des bâtiments de l'île,.
L'intérieur de l'île est principalement formé de collines de quelques dizaines de mètres d'altitude, surtout dans le Sud et l'Est où se trouvent South Hill, West Hill, Ander Hill ainsi que le point culminant de l'île, Ward of Bressay, avec 226 mètres d'altitude ce qui en fait un marilyn,. Entre ces collines se logent quelques lacs comme Loch of Brough, Loch of Grimsetter et les Lochs of Beosetter pour les plus grands. De ces lacs transitent de nombreux ruisseaux qui atteignent la mer soit au fond des criques soit sous la forme de cascades dans le Sud et l'Est de l'île.

### Faune et flore
La végétation de l'île est uniquement formée de prés, de machairs et de landes notamment composée de compagnons rouges, d'orchidées, de trèfles, de lotiers corniculés et de renoncules,,. Les endroits humides (fossés, abords des ruisseaux, etc) sont colonisés par les populages des marais et autres mimules tandis que les landes sont peuplées de gaillets des landes, de tormentilles, de polygalas à feuilles de serpollet et d'orchis tachetés.
La faune est représentée par des mammifères marins comme le phoque gris et commun, les marsouins, les dauphins et les baleines mais surtout par les oiseaux, notamment avec les troglodytinés, le pluvier grand-gravelot, le macareux, la sterne arctique, le pipit maritime, l'eider et le guillemot à miroir sur les côtes, le courlis, l'alouette des champs, le labbe parasite, le pluvier doré, le goéland cendré et le pipit farlouse dans la lande, l'huîtrier, le plongeon catmarin, le chevalier gambette, les vanellinés et la bécassine sur les berges des lochs,.

### Population et infrastructures
La population de 384 habitants est principalement répartie dans l'Ouest et le Nord de Bressay en quelques hameaux comme Gunnista, Setter, Brough, Heogan et Grindiscol, le plus grand situé en face de Lerwick à laquelle elle est reliée toutes les heures en cinq-dix minutes par un service de ferries,,. La majorité des habitants utilisent quotidiennement le ferry pour aller travailler ou étudier à Lerwick.
Les routes de l'île, dont beaucoup ne sont pas revêtues, sont entièrement à une seule voie, partent en étoile depuis Grindicol et sont souvent traversées par des passages canadiens. Quelques chemins mènent à la jetée permettant de gagner l'île de Noss ainsi qu'au sommet du Ward of Bressay où se trouvent les stations relais de télévision et de TSF,. En outre, l'île possède un phare à la pointe Sud-Ouest, une école, une église, une boutique, un bureau de poste, un hôtel ainsi qu'un Heritage Centre permettant de découvrir le patrimoine culturel, naturel et historique de l'île,, notamment représenté par 118 sites archéologiques comme un mausolée, des carrières désaffectées, une église en ruine ainsi que des campements, des foyers enterrés, des dolmens, un menhir, des cairns, un souterrain et des brochs datant du Néolithique,.
La construction d'un pont devant relier Bressay à Mainland est envisagée par les autorités locales.

## Histoire

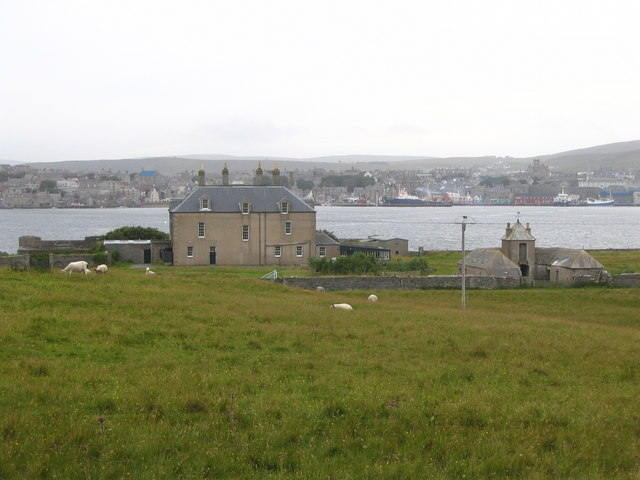
Le Gardie House.

En 1724 est construit le Gardie House, une des principales demeures des Lairds des Shetland. Durant la seconde moitié du XIXe siècle, la population de Bressay est comprise entre 800 et 900 habitants. Le phare de Bressay est construit en 1858 par les frères Stevenson. Au début du XXe siècle, l'essor de l'aquaculture du hareng entraîne la construction de fermes aquacoles qui fait de Lerwick le principal centre d'élevage d'Europe de ces poissons qui sont exportés dans des barils. Les habitants cultivent aussi des choux frisés dans de petites structures circulaires en pierre sèche. À partir de 1975, les ferries reliant Lerwick à Bressay n'accostent plus à la jetée de Mail mais à celle de Maryfield.

## Économie
La population de Bressay vit principalement de l'agriculture, de la conserverie de poissons située à Heogan et du tourisme.